# Lokvičići
Lokvičići su općina u Splitsko-dalmatinskoj županiji u blizini Imotskog. Lokvičići svoje ime dobivaju po plemenu Lokvičić, sastoje se od nekoliko sela i više zaselaka među kojima treba spomenuti Berinovac, Kljenovac, Poboj, Lokvičići, Vidulini, Dolića Draga Donja i Dolića Draga Gornja. Smješteni između Biokova i Zavelima sa svojim brežuljcima i pašnjacima Lokvičići su iz starih vremena bili privlačni za život ljudi, što potvrđuju i brojni povijesni ostaci: stećci iz 12 stoljeća i rimska cesta. U blizini se nalaze jezera Mamića jezero (Lokvičićko jezero), Knezovića jezero, i Galipovac.

## Općinska naselja
U sastavu općine su naselja: Dolića Draga, Lokvičići, Berinovac i Poboji.

## Zemljopis
Lokvičići se nalaze na visini od 450 – 700 m i pod utjecajem su submediteranske i planinske klime zbog čega obližnji Imotski ima čak 2 puta topliju klimu.

## Stanovništvo

### Popis 2011.
Prema popisu stanovništva iz 2011. godine, Općina Lokvičići ima 807 stanovnika. Većina stanovništva su Hrvati s 99,88 %, a po vjerskom opredijeljenju većinu od 99,88 % čine pripadnici katoličke vjere.
Prema popisu stanovništva iz 2001. godine, Lokvičići imaju 1037 stanovnika. Hrvati čine 99,61 % stanovništva.
| broj stanovnika | 1003  | 1202  | 1281  | 1406  | 1599  | 1971  | 1749  | 2035  | 2118  | 2238  | 2299  | 2257  | 1815  | 1410  | 1037  | 807   | 667   |
|                 | 1857. | 1869. | 1880. | 1890. | 1900. | 1910. | 1921. | 1931. | 1948. | 1953. | 1961. | 1971. | 1981. | 1991. | 2001. | 2011. | 2021. |

| broj stanovnika | 1003  | 1202  | 1115  | 1208  | 1384  | 1802  | 1749  | 1098  | 1909  | 2238  | 2299  | 1170  | 986   | 773   | 582   | 440   | 358   |
|                 | 1857. | 1869. | 1880. | 1890. | 1900. | 1910. | 1921. | 1931. | 1948. | 1953. | 1961. | 1971. | 1981. | 1991. | 2001. | 2011. | 2021. |

## Povijest
Do 1997. područje Lokvičića bilo je eksklava (dio koji nije fizički povezan s ostatkom teritorija) grada Imotskog, kad je izdvojena i s dijelom dotadašnje općine Donji Proložac (danas Proložac) ustrojena kao zasebna općina.
Lokvičići su do 1678. godine bili kao cjelina Podstranja, iste godine nastala je župa Lokvičići. Kao cjelina imala je 18 dimova (obitelji).

## Poznate osobe
- Ilija Zovko, glumac
- Josip Zovko, glumac
- Milan Zovko, novinar i pravnik
- Lujo Medvidović, književnik i pravnik
- Hrvoje Zovko, pjesnik
- Ivan Strinić nogometaš
- Mate Kavelj, pjesnik
- dr Ivan Pezo, znanstvenik
- Stipan Medvidović, pjesnik
- Edward Pazo, Nacionalni predsjednik Hrvatske bratske zajednice u Americi

## Spomenici i znamenitosti
- Stećci na Berinovcu i u Pezićima,
- Crkva sv. Ante,
- Crkva Krista Kralja
- Crkva Ivana Krstitelja
- arheološko nalazište "Kod Pezinih kuća"
- arheološko nalazište Berinovac-Grebašnik

## Obrazovanje
- Osnovna škola na Kljenovcu i u Vidulinima

## Šport
- Boćarski klub Berinovac